# 24-Stunden-Rennen von Spa-Francorchamps 1932

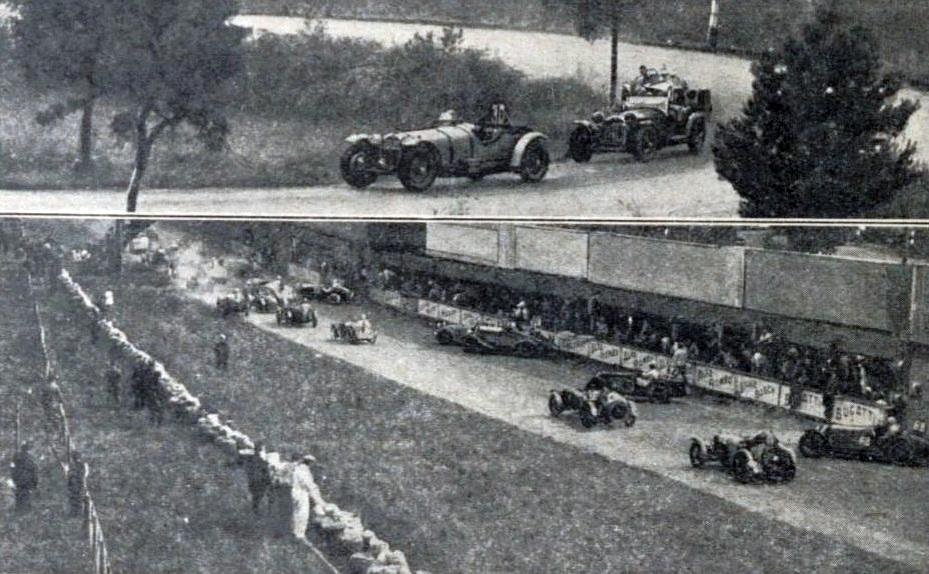
Rennszene und Rennstart

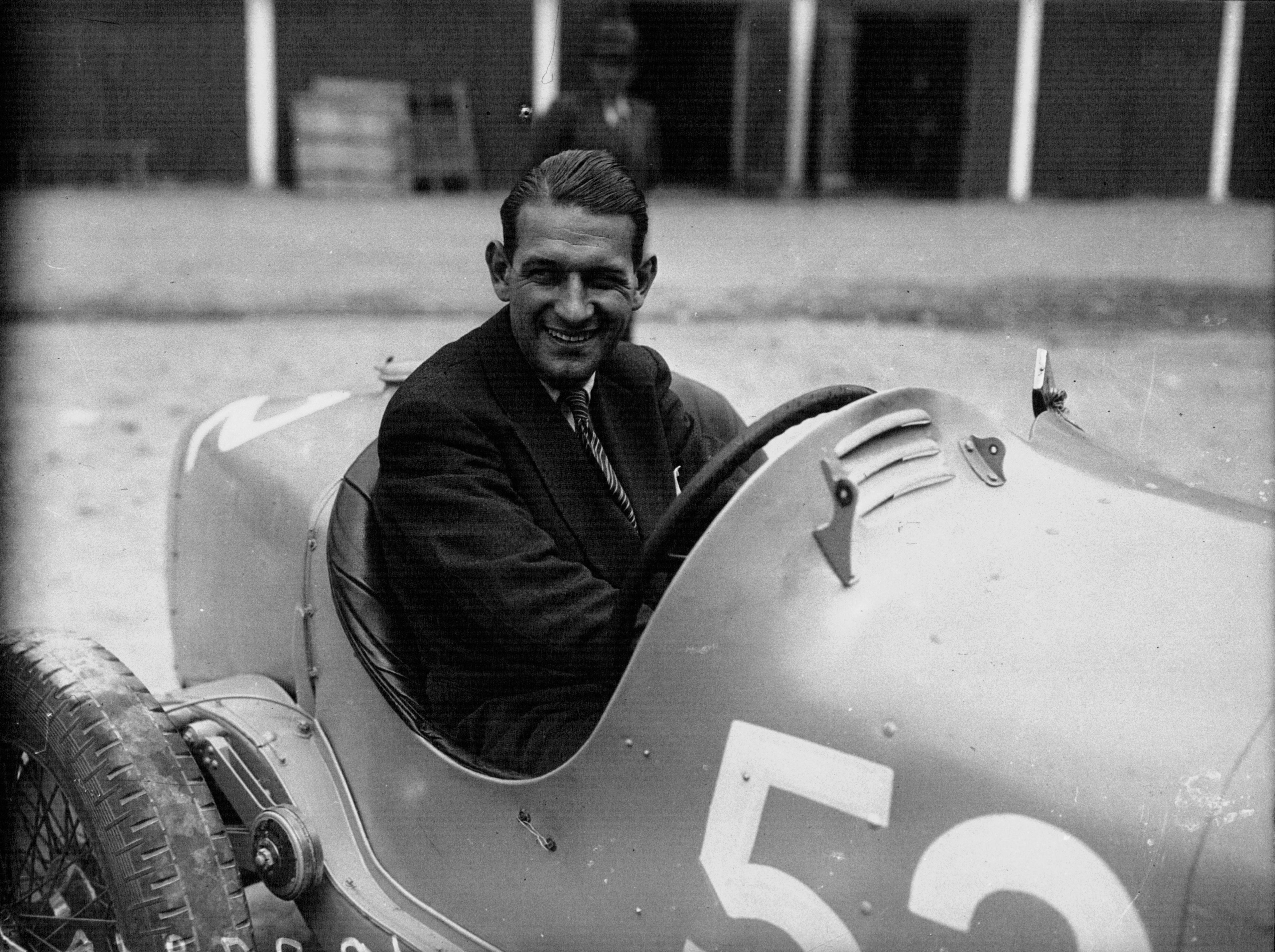
Raymond Sommer am Steuer seines Alfa Romeo 8C 2300LM, hier 1933 in Montlhéry, fuhr die schnellste Rennrunde

Das neunte 24-Stunden-Rennen von Spa-Francorchamps, auch Belgian Touring Car Grand Prix, 24 heures de Spa, fand am 10. und 11. Juli 1932 auf dem Circuit de Spa-Francorchamps statt.

## Das Rennen
Neben dem 24-Stunden-Rennen von Le Mans, das 1923 zum ersten Mal ausgetragen wurde, etablierte sich mit dem 24-Stunden-Rennen von Spa-Francorchamps ein weiters 24-Stunden-Rennen in Europa zu Beginn der 1920er-Jahre. 1924 griffen Funktionäre des Königlichen Automobil Club Belgien die Idee eines Rennens über 24-Stunden auf und suchten einen geeigneten Austragungsort. Die treibenden Kräfte innerhalb des Clubs waren Jules de Their und Henri Langlois Van Ophem. Man entschied das Rennen auf einem 14,863 km langen Kurs auf öffentlichen Straßen zwischen Francorchamps, Malmedy und Stavelot auszutragen, wo seit 1922 Rennen veranstaltet wurden und der als Circuit de Spa-Francorchamps in die Motorsportgeschichte eingehen sollte.
Das Rennen des Jahres 1932 ist vor allem für die Scuderia Ferrari von motorsporthistorischer Bedeutung. Das Markenzeichen von Ferrari, ein springendes Pferd auf gelbem Grund (ital. „Cavallino rampante“), wurde bei diesem Rennen zum ersten Mal auf Rennwagen des Rennstalls angebracht.
Im Rennen, das in vier Rennklassen ausgefahren wurde, blieben die beiden Scuderia-Ferrari-Alfa Romeo 8C 2300MM mit dem springenden Pferd erfolgreich. Das Duo Antonio Brivio und Eugenio Siena siegte vor den Teamkollegen Piero Taruffi und Guido d’Ippolito.

## Ergebnisse

### Schlussklassement
| 1               | 3.0   | 30 | Scuderia Ferrari      | Antonio Brivio Eugenio Siena             | Alfa Romeo 8C 2300MM | 2758,920 km |
| 2               | 3.0   | 40 | Scuderia Ferrari      | Piero Taruffi Guido d’Ippolito           | Alfa Romeo 8C 2300MM | 2681,690 km |
| 3               | 3.0   | 30 | Earl Howe             | Earl Howe Henry Birkin                   | Alfa Romeo 8C 2300LM | 2636,790 km |
| 4               | 3.0   | 32 |                       | Telesphore Georges Mathot                | F.N.                 | 2323,963 km |
| 5               | 3.0   | 34 |                       | Jacques Lecomte Salmon                   | F.N.                 | 2323,925 km |
| 6               | 3.0   | 36 |                       | Jacksens Grisar                          | F.N.                 | 2323,887 km |
| 7               | 2.0   | 58 | Jean Danne            | Jean Danne Jacques Gergaud               | Rally NCP            | 2160,158 km |
| 8               | 1.1   | 64 | Bollack Netter et Cie | Michel Doré Jean Treunet                 | B.N.C.               | 2066,132 km |
| 9               | 1.1   |    |                       | van Howe Havelange                       | Amilcar              | 2052,960 km |
| 10              | 4.0   | 22 |                       | Jean-Marie Texidor Vladimir Narchkine    | Alfa Romeo RLTF      | 2048,720 km |
| 11              | 4.0   | 16 |                       | J. Nothomb L. Northhomb                  | De Soto              | 1981,130 km |
| 12              | 1.1   | 60 |                       | Vandermissen Roberfroid                  | DKW                  | 1979,439 km |
| 13              | 1.1   |    |                       | de Lavillatte Luys                       | D’Yrsan              | 1528,022 km |
| 14              | 2.0   |    |                       | Hardy Dumoulin                           | Imperia              | 1460,119 km |
| Disqualifiziert |       |    |                       |                                          |                      |             |
| 15              | 1.1   |    |                       | Francotte                                | B.N.C.               |             |
| 16              | 4.0   | 12 |                       | Schiffelers Konings                      | Ford                 |             |
| Ausgefallen     |       |    |                       |                                          |                      |             |
| 17              | 4.0   |    |                       | Frédéric Théllusson                      | Lancia Dilambda      |             |
| 18              | + 4.0 |    |                       | Dimitri Djordjadze Henri Stoffel         | Mercedes-Benz SSK    |             |
| 19              | + 1.1 |    |                       | Arthur Duray                             | Corre-La Licorne     |             |
| 20              | + 1.1 |    |                       | Charley                                  | Mathis               |             |
| 21              | 4.0   |    |                       | Franz Gouvion                            | Lancia               |             |
| 22              | 4.0   |    |                       | Dumoret                                  | D’Yrsan              |             |
| 23              |       |    |                       | Alphonse Evrard                          | Bugatti Type 37      |             |
| 24              | 4.0   |    | Maurice Vasselle      | Helaers Maurice Vasselle                 | Hotchkiss AM80       |             |
| 25              |       |    |                       | Fauconnier                               | Chenard & Walcker    |             |
| 26              | 3.0   | 44 | Raymond Sommer        | Raymond Sommer Jean Delemer              | Alfa Romeo 8C 2300LM |             |
| 27              | 1.1   | 62 |                       | Freddie de Clifford                      | MG Midget            |             |
| 28              | 1.1   | 88 |                       | George Raphaël Béthenod de Montbressieux | Amilcar C6           |             |

### Nur in der Meldeliste
Hier finden sich Teams, Fahrer und Fahrzeuge, die ursprünglich für das Rennen gemeldet waren, aber aus den unterschiedlichsten Gründen daran nicht teilnahmen.
| Pos. | Klasse | Nr. | Team | Fahrer | Chassis  |
| ---- | ------ | --- | ---- | ------ | -------- |
| 29   |        |     |      |        | Mathis   |
| 30   |        |     |      |        | Bugatti  |
| 31   |        |     |      |        | Bugatti  |
| 32   |        |     |      |        | Bugatti  |
| 33   |        |     |      |        | Chrysler |
| 34   |        |     |      |        | B.N.C.   |
| 35   |        |     |      |        | B.N.C.   |
| 36   |        |     |      |        | Imperia  |
| 37   |        |     |      |        | Invicta  |
| 38   |        |     |      |        | Amilcar  |

### Klassensieger
| Klasse  | Fahrer                  | Fahrer             | Fahrzeug             | Platzierung im Gesamtklassement |
| ------- | ----------------------- | ------------------ | -------------------- | ------------------------------- |
| S + 4.0 | kein Teilnehmer im Ziel |                    |                      |                                 |
| S 4.0   | Jean-Marie Texidor      | Vladimir Narchkine | Alfa Romeo RLTF      | Rang 10                         |
| S 3.0   | Antonio Brivio          | Eugenio Siena      | Alfa Romeo 8C 2300MM | Gesamtsieg                      |
| S 2.0   | Jean Danne              | Jacques Gergaud    | Rally                | Rang 7                          |
| S 1.1   | Michel Doré             | Jean Treunet       | B.N.C.               | Rang 8                          |

### Renndaten
- Gemeldet: 38
- Gestartet: 28
- Gewertet: 14
- Rennklassen: 5
- Zuschauer: unbekannt
- Wetter am Renntag: unbekannt
- Streckenlänge: 14,914 km
- Fahrzeit des Siegerteams: 24:00:00.000 Stunden
- Gesamtrunden des Siegerteams: 187
- Gesamtdistanz des Siegerteams: 2785,920 km
- Siegerschnitt: 116,080 km/h
- Pole Position: unbekannt
- Schnellste Rennrunde: Raymond Sommer – Alfa Romeo 8C 2300MM (#44) – 126,640 km/h
- Rennserie: zählte zu keiner Rennserie